# Owingsville (Kentucky)
Owingsville város az Amerikai Egyesült Államok Kentucky államában, Bath megyében, melynek megyeszékhelye is. Lakosainak száma 1593 fő (2020. április 1.).

## Népesség
A település népességének változása:

| 2010 | 1 530 |
| 2020 | 1 593 |